# 宮内修
宮内 修（みやうち おさむ、1973年3月8日 - ）は、東京都品川区出身の実業家。アイシーズ株式会社代表取締役。父親の宮内義彦は、オリックス株式会社取締役兼代表執行役会長・グループCEO。

## 人物
大学卒業後、ミズノ株式会社へ入社しゴルフ用品の販売を主にてがける。その後、オリックス・リビング株式会社に入社し有料老人ホームの開発や営業、運営の責任者を歴任。2008年10月1日に有料老人ホームや高齢者専用賃貸住宅を紹介するアイシーズ株式会社を設立。代表取締役に就任する。

## 略歴
- 1995年4月 ミズノ株式会社へ入社。
- 2005年10月 オリックス・リビング株式会社へ入社。
- 2008年10月 アイシーズ株式会社を設立。